# Lexington Hills
Lexington Hills és una concentració de població designada pel cens dels Estats Units a l'estat de Califòrnia. Segons el cens del 2000 tenia 2.454 habitants.

## Demografia
Segons el cens del 2000, Lexington Hills tenia 2.454 habitants, 949 habitatges, i 637 famílies. La densitat de població era de 212,4 habitants/km².
Dels 949 habitatges en un 35,1% hi vivien nens de menys de 18 anys, en un 57,2% hi vivien parelles casades, en un 6,1% dones solteres, i en un 32,8% no eren unitats familiars. En el 23,9% dels habitatges hi vivien persones soles el 3,3% de les quals corresponia a persones de 65 anys o més que vivien soles. El nombre mitjà de persones vivint en cada habitatge era de 2,56 i el nombre mitjà de persones que vivien en cada família era de 3,03.
Per edats la població es repartia de la següent manera: un 25,8% tenia menys de 18 anys, un 4,1% entre 18 i 24, un 32,5% entre 25 i 44, un 32,3% de 45 a 60 i un 5,3% 65 anys o més.
L'edat mediana era de 39 anys. Per cada 100 dones de 18 o més anys hi havia 103,2 homes.
La renda mediana per habitatge era de 103.955 $ i la renda mediana per família de 110.809 $. Els homes tenien una renda mediana de 69.891 $ mentre que les dones 51.116 $. La renda per capita de la població era de 56.235 $. Entorn de l'1,9% de les famílies i el 3,3% de la població estaven per davall del llindar de pobresa.

## Poblacions més properes
El següent diagrama mostra les poblacions més properes.